# Cabergolina
La  cabergolina è un derivato dell'ergot, che funziona come agonista dei recettori D2 della dopamina. Il principio attivo si utilizza contro la malattia di Parkinson in aggiunta alla levodopa. Alcuni studi sui ratti hanno dimostrato che la cabergolina ha un effetto inibitorio diretto sulle cellule dell’ipofisi che producono l'ormone prolattina. Viene usata come farmaco di prima scelta nella gestione dei prolattinomi, grazie alla sua affinità per i recettori D2, e grazie agli effetti collaterali meno gravi e un dosaggio più conveniente rispetto alla vecchia bromocriptina. 
È stata brevettata nel 1980 e approvata per uso medico nel 1993.

## Usi
- soppressione dell'allattamento;
- iperprolattinemia;[4]
- terapia coadiuvante dei tumori della ghiandola pituitaria che producono prolattina (prolattinomi): trattandosi infatti di un agonista dei recettori D2 dopaminergici, la cabergolina promuove la fisiologica attività inibitoria esercitata dalla dopamina sulla secrezione ipofisaria della prolattina;
- monoterapia della malattia di Parkinson nella fase iniziale;
- in combinazione con levodopa e un inibitore della decarbossilasi come la carbidopa, nella malattia di Parkinson in fase avanzata;
- in alcuni paesi: disfunzioni associate all'iperprolattinemia (amenorrea, oligomenorrea, anovulazione, mastite non perperale e galattorrea);
- trattamento dei fibromi uterini;[5][6]
- terapia combinata dell'acromegalia: la cabergolina ha scarsa efficacia nel sopprimere l'ormone della crescita ma è molto efficace nel sopprimere l'iperprolattinemia che è presente nel 20-30% dei casi di acromegalia. L'ormone della crescita e la prolattina sono strutturalmente simili e hanno effetti simili in molti tessuti bersaglio, pertanto agire sulla prolattina può aiutare quando la secrezione dell'ormone della crescita non può essere controllata con altri metodi;

### Off-label
La cabergolina è stata usata come coadiuvante degli antidepressivi SSRI visto che contrasta alcuni effetti collaterali di tali farmaci, come la riduzione della libido e l'anorgasmia.

### Dosaggio
- 1 mg al giorno, la dose nel corso del trattamento viene aumentata ogni 7 giorni di 0,5 1 mg fino a portarla alla dose di mantenimento (2–6 mg) conseguenzialmente la dose di levodopa da somministrare diminuirà.

## Controindicazioni
La molecola non è consigliata in caso di 
- Ipersensibilità ai derivati dell'ergot
- Pazienti pediatrici (nessuna esperienza clinica)
- Funzionalità epatica gravemente compromessa o colestasi
- utilizzo con farmaci metabolizzati dal CYP P450 come l'eritromicina e il ketoconazolo, che possono far aumentare i livelli plasmatici di cabergolina (sebbene la cabergolina subisca un metabolismo minimo dal CYP450).
- gravi malattie cardiovascolari, malattia di Raynaud, ulcere gastroduodenali, sanguinamento gastrointestinale attivo, ipotensione.

### Gravidanza e allattamento
Si sa relativamente poco sugli effetti di questo farmaco durante la gravidanza e l'allattamento. I dati preliminari disponibili indicano un leggero aumento del tasso delle anomalie congenite nei pazienti in stato di gravidanza durante il trattamento con cabergolina. Tuttavia, uno studio ha concluso che "l'esposizione fetale alla cabergolina all'inizio della gravidanza non induce alcun aumento del rischio di aborto spontaneo o malformazione fetale".  Studi sui ratti hanno dimostrato la presenza di cabergolina nel latte materno. Non è noto se questo effetto si manifesti anche nell'uomo, quindi è sconsigliato l'uso di cabergolina durante l'allattamento al seno. In alcuni paesi la cabergolina viene utilizzata come soppressore dell'allattamento. La cabergolina è usata in medicina veterinaria per trattare la falsa gravidanza nei cani.

### Effetti indesiderati
Fra gli effetti collaterali più frequenti si riscontrano eccessiva sonnolenza con episodi di colpo di sonno dispepsia, dolore addominale, angina, epistassi, astenia, eritromelalgia.

## Meccanismo d'azione
La cabergolina è un agonista del recettore della dopamina D2. Studi sui ratti e in vitro mostrano un effetto inibitorio diretto sulla secrezione di prolattina nelle cellule lattotrofiche dell'ipofisi. La cabergolina riduce i livelli sierici di prolattina nei ratti respinizzati.
Gli studi di associazione ai recettori indicano una bassa affinità per i recettori della dopamina D1, i recettori α1-adrenergici e i recettori α2-adrenergici.

## Farmacocinetica
Dopo l'assunzione orale, ha un riassorbimento variabile tra le 0,5 e le 4 ore. L'ingestione con il cibo non altera il tasso di assorbimento. La biodisponibilità umana non è stata determinata. La cabergolina viene metabolizzata rapidamente ed estensivamente nel fegato ed escreta nella bile e, in misura minore, nelle urine. Tutti i metaboliti sono meno attivi del farmaco parentale o del tutto inattivi. L'emivita nell'uomo è stimata tra 63 e 68 ore nei pazienti con malattia di Parkinson e tra 79 e 115 ore nei pazienti con tumori ipofisari. L'emivita media è di 80 ore. L'effetto terapeutico nel trattamento dell'iperprolattinemia persiste in genere per almeno 4 settimane dopo l'interruzione del trattamento.

## Storia
La cabergolina fu sintetizzata per la prima volta a Milano dagli scienziati della compagnia farmaceutica italiana Farmitalia-Carlo Erba, che stavano sperimentando derivati semisintetici degli alcaloidi dell'ergot. La domanda di brevetto fu depositata nel 1980. Farmitalia-Carlo Erba è stata acquisita da Pharmacia nel 1993, che a sua volta è stata acquisita da Pfizer nel 2003.
La cabergolina è stata commercializzata per la prima volta nei Paesi Bassi come Dostinex nel 1992. Il farmaco è stato approvato dalla FDA il 23 dicembre 1996. È diventato un generico alla fine del 2005 dopo la scadenza del brevetto statunitense.